# Die Sonette an Orpheus
Die Sonette an Orpheus sind ein Gedichtzyklus von Rainer Maria Rilke. Er schrieb die 55 Sonette im Februar 1922 wie im „Diktat“ nieder, nachdem er die viele Jahre stockende Arbeit an den Duineser Elegien beendet hatte. Beide Gedichtbände stehen bereits für den Autor in engem Zusammenhang. Die Sonette sind in zwei Teile aufgeteilt, die Reihenfolge der Gedichte folgt jedoch nicht immer chronologisch der Reihenfolge der Entstehung.
Rilke bezeichnet sein Werk im Untertitel als „ein Grabmal für Wera Ouckama Knoop“. Bis auf zwei Sonette (I, 25. und II, 28.), die offensichtlich an die jung verstorbene Tänzerin (1900–1919; Tochter des Schriftstellers Gerhard Ouckama Knoop) gerichtet sind, lassen sich jedoch nur schwer Bezüge zur früh Verstorbenen finden, mit deren Mutter Rilke in gutem Verhältnis stand. Auch der Mythos des Orpheus, an den die Gedichte gerichtet sind, wird zwar immer wieder in Anspielungen aufgerufen und liegt den Sonetten zu Grunde, spielt aber nicht die große Rolle, die der Titel erwarten lässt.

## Formales
Ein Sonett besteht aus vier Strophen. Zwei Quartette werden gefolgt von zwei Terzetten. Die Sonett-Tradition ist in der deutschen Literatur nicht so ausgeprägt wie beispielsweise in der englischen und italienischen. Ein Vorbild Rilkes könnten Die Blumen des Bösen von Charles Baudelaire gewesen sein. Gedichte in ganze Zyklen zu kleiden, entsprach durchaus einer zeitgenössischen Erscheinung. Vergleichbar wären Werke Stefan Georges, Arthur Rimbauds und Stéphane Mallarmés. Rilke hält sich kaum an formale Kriterien, wie sie etwa August Wilhelm Schlegel formulierte. Die Reimstruktur wird, wie auch Metrik und Kadenzsystem, ständig variiert. Durch die häufige Verwendung von Enjambements durchbricht Rilke sogar die Versstruktur. Schwierigkeiten beim Verständnis des Textes bereiten Pronomina mit nicht immer klarem Bezug. So beginnt etwa das dritte Sonett im ersten Teil:
Ein Gott vermag’s. Wie aber sag mir, soll /
ein Mann ihm folgen durch die schmale Leier? /
Sein Sinn ist Zwiespalt. An der Kreuzung zweier /
Herzwege steht kein Tempel für Apoll.
Es bleibt der Interpretation überlassen, ob sich „sein Sinn“ auf den Gott oder den Mann bezieht.

## Inhalt
Fundiert wird das Werk durch den Mythos um Orpheus und Eurydice. Als Quelle hierfür dienen vor allem die Metamorphosen des Ovid und in geringerem Maße Vergils Georgica. Das Prinzip der ovidischen Verwandlungen findet sich auch in und vor allem zwischen den Sonetten wieder. Während im ersten Sonett vom orphischen Gesang, dem Wald und den Tieren die Rede ist, „verwandelt“ sich dies im zweiten Sonett in ein Mädchen (Und fast ein Mädchen war’s und ging hervor / aus diesem einigen Glück von Sang und Leier). Im Verlaufe des zweiten Sonetts verschiebt sich der Fokus vom Mädchen auf die Welt (Sie schlief die Welt).
Indem Rilke sich auf den Ursänger- und -dichter Orpheus beruft, erfolgt zugleich eine poetologische Selbstreflexion. Häufig geht es um die Bedingungen des Dichtens, den Charakter der Kunst: Gesang ist Dasein. Für den Gott ein Leichtes. / Wann aber sind wir? (I,3). Eine Lösung dieses Problems kann im fünften Sonett des ersten Teils gefunden werden, wo es heißt: Ein für alle Male ist’s Orpheus wenn es singt (I,5). Das heißt, die Dichtung besitzt immer göttlichen Charakter, da der Dichter in direkter Nachfolge des Göttersohnes steht.

## Rezeption, literaturwissenschaftliche Einordnung
Schon früh gab es Kritik an Rilkes Sonetten. So bezeichnet bereits 1927 Robert Musil Rilke als denjenigen Dichter, der „das deutsche Gedicht zum ersten Mal vollkommen gemacht hat“, beschränkt sich aber auf die Duineser Elegien als Gipfel des künstlerischen Schaffens Rilkes und konstatiert bezüglich der Sonette an Orpheus eine „Senkung […], die sein Werk […] erleidet“. 
Was Wolfram Groddeck in seinem Nachwort zur Reclam-Ausgabe als „Dilemma einer kritischen Lektüre“ bezeichnet, resultiert seiner Auffassung nach aus der Widerständigkeit des Textes, der sich einer einfachen Deutung verschließe. Gleichzeitig stelle die Qualität des lyrischen Ausdrucks unzweifelhaft einen Höhepunkt der deutschen Lyrikgeschichte dar. So schwankt die Kritik an den Sonetten oft zwischen der Unterstellung eines klanglichen Primats über die semantische Ebene und der bedingungslosen Affirmation des Zyklus.

## Textbeispiele
I,1
Da stieg ein Baum. O reine Übersteigung!

O Orpheus singt! O hoher Baum im Ohr!

Und alles schwieg. Doch selbst in der Verschweigung

ging neuer Anfang, Wink und Wandlung vor.
Tiere aus Stille drangen aus dem klaren

gelösten Wald von Lager und Genist;

und da ergab sich, daß sie nicht aus List

und nicht aus Angst in sich so leise waren,
sondern aus Hören. Brüllen, Schrei, Geröhr

schien klein in ihren Herzen. Und wo eben

kaum eine Hütte war, dies zu empfangen,
ein Unterschlupf aus dunkelstem Verlangen

mit einem Zugang, dessen Pfosten beben, -

da schufst du ihnen Tempel im Gehör.
I, 5
Errichtet keinen Denkstein. Laßt die Rose

nur jedes Jahr zu seinen Gunsten blühn.

Denn Orpheus ist’s. Seine Metamorphose

in dem und dem. Wir sollen uns nicht mühn
um andre Namen. Ein für alle Male

ist’s Orpheus, wenn es singt. Er kommt und geht.

Ist’s nicht schon viel, wenn er die Rosenschale

um ein paar Tage manchmal übersteht?
O wie er schwinden muß, daß ihr’s begrifft!

Und wenn ihm selbst auch bangte, daß er schwände.

Indem sein Wort das Hiersein übertrifft,
ist er schon dort, wohin ihr’s nicht begleitet.

Der Leier Gitter zwingt ihm nicht die Hände.

Und er gehorcht, indem er überschreitet.

### Primärtext
- Rainer Maria Rilke: Die Sonette an Orpheus. Mit einem Nachwort von Ulrich Fülleborn. Suhrkamp, Frankfurt am Main 1955.
- Rainer Maria Rilke: Duineser Elegien. Sonette an Orpheus. Nach den Erstdrucken von 1923 kritisch hrsg. v. Wolfram Groddeck. Reclam, Stuttgart 1997, ISBN 3-15-009624-3.

### Sekundärliteratur
- Jochen Schmidt: Dichtung als esoterische Sinnstiftung. Rilkes Sonette an Orpheus. In: Olaf Hildebrand (Hrsg.): Poetologische Lyrik von Klopstock bis Grünbein. Gedichte und Interpretationen. Böhlau, Köln u. a. 2003, ISBN 3-8252-2383-3.
- Die Sonette an Orpheus. In: Ariane Wild: Poetologie und Décadence in der Lyrik Baudelaires, Verlaines, Trakls und Rilkes. Königshausen & Neumann, Würzburg 2002, ISBN 3-8260-2214-9, S. 300–318. (Diss. Univ. Freiburg (Brsg.), 2000) (Reihe Epistemata. Literaturwissenschaft. Band 387)
- Beda Allemann: Zeit und Figur beim späten Rilke. Ein Beitrag zur Poetik des modernen Gedichts. Pfullingen 1961.
- Manfred Frank: Gott im Exil. Vorlesungen über die Neue Mythologie. II. Teil, Frankfurt/M. 1988.
- Peter Pfaff: Der verwandelte Orpheus. Zur „ästhetischen Metaphysik“ Nietzsches und Rilkes. In: Karl Heinz Bohrer (Hrsg.): Mythos und Moderne. Begriff und Bild einer Rekonstruktion. Frankfurt am Main 1983.
- Paul de Man: Allegorien des Lesens. übersetzt von W. Hamacher und P. Krumme. Frankfurt am Main 1988.
- Wolfram Groddeck: Kosmische Didaktik. Rilkes „Reiter“-Sonett. In: Ders.: Gedichte von Rainer Maria Rilke. Interpretationen. Reclam, Stuttgart 1999.
- Sandra Pott: Rainer Maria Rilke Sonette an Orpheus (1922). kosmogonische Poetik. Poietische Reflexion. In: Dies.: Poetiken. Poetologische Lyrik, Poetik und Ästhetik von Novalis bis Rilke. Berlin 2004.
- Seon-Ae Eom: Todesvertrautheit. Deutungen der Orpheusgestalt in Rilkes Dichtung. Frankfurt am Main 1988, ISBN 3-8204-1411-8.
- Annette Gerok-Reiter: Wink und Wandlung. Komposition und Poetik in Rilkes ‚Sonette an Orpheus’. Dissertation. Tübingen 1996, ISBN 3-484-18140-0.
- Gertrud Höhler: Rainer Maria Rilkes Orpheus. In: Helmut Koopmann (Hrsg.): Mythos und Mythologie in der Literatur des 19. Jahrhunderts. Frankfurt am Main 1979, ISBN 3-465-01317-4, S. 367–385.
- Ernst Leisi: Rilkes Sonette an Orpheus. Interpretation, Kommentar, Glossar. Tübingen 1987, ISBN 3-87808-693-8.
- Hermann Mörchen: Rilkes Sonette an Orpheus. Kohlhammer, 1958.
- Barbara Neymeyr: Poetische Metamorphosen des Orpheus-Mythos bei Rilke. In: Zeitschrift für deutsche Philologie. 118, 1999, Sonderheft, S. 25–59.
- Gerhard Oberlin: Sein im Untergang. Rainer Maria Rilkes Schreibblockade und seine letzten poetologischen Dichtungen. In: New German Review, Vol. 20/2005–6, S. 8–40.
- Walter Rehm: Orpheus, der Dichter und die Toten; Selbstdeutung und Totenkult bei Novalis, Hölderlin, Rilke. Düsseldorf 1950.
- Hans Jürgen Tschiedel: Orpheus und Eurydice. Ein Beitrag zum Thema: Rilke und die Antike. In: Görner Rüdiger (Hrsg.): Rainer Maria Rilke. Darmstadt 1987, S. 285–318.
- Mario Zanucchi: Rilkes Sonette an Orpheus. In: Transfer und Modifikation – Die französischen Symbolisten in der deutschsprachigen Lyrik der Moderne (1890-1923). De Gruyter 2016, S. 517–580, ISBN 978-3-11-042012-8.